# Nutrizione minerale
La nutrizione minerale, in botanica, è uno dei processi fisiologici attraverso i quali le piante assumono gli elementi nutritivi in forma inorganica. Si svolge principalmente attraverso le radici e secondariamente attraverso gli stomi.
In generale, le piante assumono il carbonio e parte dell'ossigeno dall'anidride carbonica, assorbita dall'aria attraverso gli stomi nelle foglie (nutrizione carbonica), e l'idrogeno e il resto dell'ossigeno dal terreno attraverso le radici (nutrizione idrica). Tutti gli altri elementi, sia i macroelementi sia gli oligoelementi, sono in linea generale assunti in forma minerale attraverso l'assorbimento radicale, impiegando l'acqua come mezzo. Qualora le condizioni ambientali lo consentano, la nutrizione minerale si svolge anche per via stomatica, in misura comunque marginale dal punto di vista quantitativo rispetto all'assorbimento radicale. Questo comportamento è sfruttato nella tecnica con la concimazione fogliare, finalizzata a somministrare oligoelementi quando le condizioni di pH del terreno o eventuali rapporti di antagonismo fra elementi sono alla base di fenomeni di carenza.
La nutrizione minerale si svolge attraverso complessi meccanismi che contemplano l'assorbimento attivo, lo scambio ionico e la diffusione. Nell'ambito di questi meccanismi hanno un ruolo fondamentale la reazione del terreno, gli equilibri quantitativi tra gruppi di elementi (es. metalli alcalini e metalli alcalino-terrosi) e i processi fisico-chimici di superficie che coinvolgono lo scambio ionico tra fase solida del terreno e soluzione circolante.
Nella generalità dei casi gli elementi nutritivi sono assunti in forma ionica dalla soluzione circolante e, quindi, nella loro forma solubile, ma non sono infrequenti casi particolari in cui determinate specie possono assorbire un elemento in altre forme chimiche, solubili o meno, anche attingendo al complesso di scambio del terreno o, più raramente, alle forme fissate nei reticoli cristallini della fase solida.
Le forme chimiche dei macroelementi assunte ordinariamente dalla generalità delle piante sono le seguenti:
- Azoto: ione nitrato (NO3-). Alcune piante (es. il riso) assorbono l'azoto anche o prevalentemente in forma ammoniacale (NH4+);
- Fosforo: ione fosfato biacido (H2PO4-) e in misura minore ione fosfato monoacido (HPO42-);
- Zolfo: ione solfato acido (HSO4-);
- Potassio: ione potassio (K+);
- Calcio: ione calcio (Ca2+);
- Magnesio: ione magnesio (Mg2+).